# 大佐和自動車教習所
株式会社大佐和自動車教習所（おおさわじどうしゃきょうしゅうじょ）は、千葉県富津市にある指定自動車教習所を運営する企業である。

## 住所
- 千葉県富津市千種新田88

## 免許
- 普通自動車
- 大型特殊自動車
- 普通自動二輪車

## 交通アクセス
- JR内房線大貫駅から徒歩7分